# Bunuri mobile din domeniul etnografie clasate în patrimoniul cultural național al României aflate în județul Teleorman
Acestă listă conține bunurile mobile din domeniul etnografie clasate în Patrimoniul cultural național al României aflate la momentul clasării în județul Teleorman.

## Tezaur
| Foto | Informații generale                  | Detalii tehnice | Descriere | Deținător                             | Legături |
| ---- | ------------------------------------ | --- | --- | ------------------------------------- | -------- |
|      | Boscea Autor: Gruia Maria            | Datare: 1/4 sec. XX Descoperit: jud. TELEORMAN, com. SALCIA Material: Bumbac, lână, lânică, țesut în două ițe, alesături în tehnica chilimului, croită, festonat pe trei laturi, aplicat paiete prinse cu mărgele. | Piesă de formă dreptunghiulară croită dintr-o singură foaie, cu decorul dispus pe întreaga suprafață în registe orizontale în câmp și trei registre la poale, ce formează pragul, cel din mijloc fiind mai lat. Motivele decorative sunt geometrice în câmpul piesei, vărgi, vărguțe, iar registrele de alesături de la prag conțin motive florale stilizate (floare cu frunze) și zoomorfe (cucul) realizate din lână policromă și bumbac alb. Pe margini piesa prezintă un contur de punct în zig-zag realizat din bumbac alb și paiete prinse cu mărgele albe, care sunt cusute atât între registrele pragului cât și deasupra acestuia. Piesa este bordată pe trei laturi cu feston realizat din lână albastră. Cromatica: fond roșu; decor cu bleumarin, verde, roșu, alb, portocaliu, roz, verde închis, albastru închis, paiete aurii, mărgele albe. | Muzeul Județean Teleorman, Alexandria | Cimec    |
|      | Pestelcă Autor: Grecu Margarita      | Datare: 4/4 sec. XIX Descoperit: jud. TELEORMAN, com. ISLAZ, ISLAZ Material: Bumbac, lână, țesut în două ițe, alesături în tehnica chilimului, croită, brodat cu punctul peste fire, în cruce (”muscă mică”), festonat pe trei laturi. | Piesă de formă dreptunghiulară croită din două foi îmbinate pe orizontală. Decorul este dispus pe întreaga suprafață a piesei și la poale, în registre verticale iar pragul este realizat din cusături în punctul în cruce (”muscă mică”). Motivele decorative sunt florale geometric stilizate, floare cu frunză, frunză cu cârcei și geometrice, vărgi înguste. Pragul este constituit din motive antromorfe. Atât pragul cât și marginile piesei sunt decorate cu o cusătură în punctul zig-zag. Trei margini ale piesei sunt ”bătute” cu feston din lână albastră. Lipsă șnururi. Cromatica: fond roșu, decor cu alb, verde, albastru, galben, maron închis și deschis, roz. | Muzeul Județean Teleorman, Alexandria | Cimec    |
|      | Pestelcă                             | Datare: 4/4 sec. XIX Descoperit: jud. TELEORMAN, com. ISLAZ, ISLAZ Material: Bumbac, lână, țesut în două ițe, alesături cu speteaza, croită, brodat cu punctul peste fire, în cruce (”muscă mică”), festonat pe trei laturi. | Piesă de formă dreptunghiulară croită din două foi îmbinate pe orizontală. Decorul este dispus pe întreaga suprafață a piesei și la poale, în registre verticale iar pragul este realizat din cusături în punctul în cruce (”muscă mică”). Motivele decorative sunt geometrice și constau în vărgi înguste, motivul ”coarnele berbecului” și ”romburi cu ochiuri”. Pragul este constituit din motivul decorativ geometric stilizat ”ghiveciul cu floare”/”pomul vieții în glastră”. Atât pragul cât și marginile laterale ale piesei sunt decorate cu o cusătură în punctul zig-zag. Trei margini ale piesei sunt ”bătute” cu feston din lână albastră. La partea superioară are atașată o porțiune din altă boscea de circa 8 cm, având decor geometric. Lipsă șnururi. Cromatica: fond roșu, decor cu alb, verde, albastru, galben, maron. | Muzeul Județean Teleorman, Alexandria | Cimec    |
|      | Boscea Autor: Mitra Ioana            | Datare: 1/4 sec. XIX Descoperit: jud. TELEORMAN, com. LIȚA Material: Bumbac, lână, țesut în două ițe, alesături în tehnica chilimului, croită, festonat pe patru laturi. | Piesă de formă dreptunghiulară cu ”trupul vânăt”. Decorul este dispus la partea superioară sub forma unor vărgi înguste și la poale sub forma unui prag îngust. Acesta este compus din trei registre de alesături, cel din mijloc fiind mai lat. Motivele decorative sunt geometrice și constau la prag din motivele ”valul” (linia în zig-zag) și ”crucea în x” separate între ele prin vărgi înguste. Marginile piesei sunt ”bătute” cu feston din lână albastră la poale și pe porțiunea decorului, precum și la partea superioară iar marginile laterale sunt ”bătute” cu feston roșu. Lipsă șnururi. | Muzeul Județean Teleorman, Alexandria | Cimec    |
|      | Vâlnic Autor: Mailat, Floarea        | Datare: 1/4 sec. XX Descoperit: jud. Teleorman, com. CRÂNGENI Dimensiuni: La brâu: 41 cm; La poale: 198 cm Material: Lână, bumbac, țesut în două ițe și în tehnica chilimului, croit, încheiat manual, tivit, încrețit. | Piesă de formă dreptunghiulară croită din 2 foi îmbinate pe orizontală. Decorul este dispus transversal pe întrega suprafață a țesăturii și constă din registre înguste în alternanață. Motivele decorative sunt geometrice: linie, cruce în „x”, „în degete”, romb și motive florale stilizate, boboc de floare. Partea superioară a piesei este încrețită și fixată pe baiere de lână împletită. Partea inferioară a piesei este mărginită de o bentiță de pânză roșie. Cromatica: fond grena, decor cu verde, alb, portocaliu, oliv, maron, ciclamen, baierele sunt albe și albastre , bentița este roșie. | Muzeul Județean Teleorman, Alexandria | Cimec    |
|      | Maramă                               | Datare: 2/4 sec. XX Descoperit: jud. Teleorman, com. ISLAZ, MOLDOVENI Material: Borangic țesut în două ițe, mătase, urzeala din borangic, bătaia din borangic și mătase, ales cu speteaza. | Piesă dreptunghiulară cu decor amplasat pe toată suprafața. Motivele decorative sunt geometrice, romburi și linii în centrul acestora, formând motivul “fagurele”. Cromatica: fond gălbui, decor cu alb. | Muzeul Județean Teleorman, Alexandria | Cimec    |
|      | Maramă                               | Datare: 2/4 sec. XX Descoperit: jud. Teleorman, com. ISLAZ, MOLDOVENI Material: Borangic țesut în două ițe, mătase, urzeala din borangic, bătaia din borangic și mătase, ales cu speteaza, tivit. | Piesă dreptunghiulară cu decor amplasat la capete în registre late. Motivele decorative sunt geometrice sub formă de linii; florale, laleaua cu frunză, antropomorfe, “Adam și Eva”. Cromatica: fond gălbui, decor cu alb. | Muzeul Județean Teleorman, Alexandria | Cimec    |
|      | Cămașă femeiască                     | Datare: 2/4 sec. XIX Material: Pânză de casă cu margini colorate (“chenare”) țesută în două ițe; croită, încheiată cu cheiță lucrată cu acul, festonat, tivit, brodat cu mătase în punctul peste fire, bătrânesc, lănțișor, șabac, aplicat paiete.                                                                                        | Camașă lungă, de tip carpatic confecționată din 9 foi de pânză ( câte 3 pentru față și spate, câte 1,5 la mâneci), încrețite în jurul gâtului pentru a forma un guler nu prea înalt, mâneca este strânsă în manșetă. Decorul este plasat pe mâneci și piept; tivul cămășii este decorativ realizat prin festonare cu bumbac colorat. Motivele decorative sunt geometrice, “zăluța”, crucea în X și florale, boboc de floare (geometric stilizate), amplasate în pătrate. Mâneca: altița este decorată cu 4 registre de motive decorative geometrice și florale, înscrise în dreptunghiuri. Primul registru este separat de un rând de șabac, iar următoarele de câte o linie de lănțișor metalic; încrețul este decorat cu motivele “coarnele berbecului”. Pe piept, de o parte și de alta a gurii cămășii sunt brodate câte 2 registre de motive florale stilizate “boboc de floare”. Pe manșetă și pe guler sunt cusute motive geometrice înguste, crucea în X și linii. Cromatica: fond alb, decor cu visiniu, roz, galben, alb, paiete aurii, lanțișor metalic.                                                                             | Muzeul Județean Teleorman, Alexandria | Cimec    |
|      | Cămașă femeiască Autor: Dragna, Mile | Datare: 4/4 sec. XIX Descoperit: jud. Teleorman, com. Fântânele, Fântânele Material: Pânză de casă țesută în două ițe; croită, încheiată cu acul, festonat, tivit, brodat cu mătase în punctul peste fire, în cruce, lănțișor cu fir metalic, aplicat paiete.                                                                             | Camașă lungă, de tip carpatic confecționată din 9 foi de pânză( câte 3 pentru față și spate, câte 1,5 la mâneci, cu pavă la subbraț), încrețite în jurul gâtului pentru a forma un guler îngust, mâneca se termină cu volan strâns “cu brățară” (creț susținut prin cusătură decorativă). Decorul este plasat pe mâneci și piept, iar de-a lungul cusăturii de îmbinare a foilor de pânză sunt realizate mici elemente decorative (“ciocănele”); tivul cămășii este decorativ realizat prin festonare cu bumbac colorat. Motivele decorative sunt geometrice, amplasate în casete dreptunghiulare și pătrate. Mâneca: altița cu 3 registre de motive înscrise în dreptunghiuri delimitate cu paiete, în centrul acestora sunt "S"-uri din fir metalic ("zăluța"), încrețul este decorat cu motivul "coarnele berbecului", urmează grupaje de câte 3 râuri oblice cu motive geometrice (cruce în x). Pe piept, de o parte și de alta a gurii cămășii sunt cusute câte 2 registre de motive geometrice în pătrate delimitate cu paiete, cu "S"-uri din fir metalic ("zăluța"). Cromatica: fond alb, decor cu vișiniu, oliv, galben, paiete aurii. | Muzeul Județean Teleorman, Alexandria | Cimec    |
|      | Cămașă femeiască                     | Datare: 3/4 sec. XIX Descoperit: jud. Teleorman, com. Mârzănești, Cernetu Material: Pânză de casă țesută în două ițe; croită, încheiată cu acul, festonat, tivit, brodat cu mătase în punctul peste fire, în cruce, lănțișor, cusut cu paiete                                                                                             | Cămașă lungă, de tip carpatic, confecționată din 9 foi de pânză (3 pe piept, 3 pe spate, câte 1,5 la mâneci), încrețite în jurul gâtului pentru a forma un guler înalt, mâneca se termină cu volan "cu brățară" (creț susținut prin cusătură decorativă). Decorul este plasat pe mâneci și piept, iar de-a lungul cusăturii de îmbinare a foilor de pânză sunt realizate mici elemente decorative; tivul cămășii este decorativ. Motivele decorative sunt geometrice și florale (geometric stilizate), amplasate în pătrate. Mâneca: altița cu trei registre de motive înscrise în pătrate și delimitate cu paiete, încrețul (V-uri), râuri oblice, ("flori sărite") cu motive forale. Pe piept, de o parte și alta a gurii cămășii sunt câte două registre de motive: primele geometrice în pătrate și următoarele vrej cu flori. Cromatica: fond alb, decor cu vișiniu, oliv, galben, verde, albastru, paiete aurii. | Muzeul Județean Teleorman, Alexandria | Cimec    |
|      | Cămașă                               | Datare: 1/4 sec. XX Descoperit: jud. TELEORMAN, com. DRACEA, DRACEA Dimensiuni: La poale: 97 cm Material: Pânză cu chenare, țesută în două ițe, croită, încheiată cu acul, tivit cu găurele, croșetat colțișori, brodat cu punctul în cruce (”în muscă”), cusut patru nasturi la gura cămășii și câte doi la manșete, executat butoniere. | Cămașă cu platcă dreaptă croită dintr-o singură foaie, cu platca pe deasupra, cu doi clini trapezoidali și patru clinișori triunghiulari, mâneca este croită dintr-o foaie și un clin dreptunghiular strânsă în manșetă, la subraț cămașa prezintă o pavă pătrată. Gulerul este tip bentiță. Părțile componente ale cămășii sunt îmbinate cu o cheiță din ață albă executată cu croșeta. Decorul este plasat pe platcă, la gura cămășii, pe guler, pe manșete, pe poale și constă dintr-un registru de motive florale (geometric stilizate), vrej cu floare pe platcă și la gura cămășii, din floare cu frunze flancat de câte o linie întreruptă la manșetă și guler și boboc de floare la poalele cămășii. Gura cămășii ca și părțile laterale ale registrului decorativ de pe piept, gulerul, platca și manșetele cămășii prezintă colțișori croșetați iar la poale cămașa are o bordură lată de „bagatele” (colțișori), realizate cu croșeta din ață albă. Cromatica: fond alb, decor cu negru. Face parte din costumul popular de sărbătoare din zona Muntenia, Teleorman.                                                                 | Muzeul Județean Teleorman, Alexandria | Cimec    |
|      | Izmene; Pantaloni de vară            | Datare: 1/4 sec. XX Descoperit: jud. TELEORMAN, com. DRACEA, DRACEA Dimensiuni: La picior: 22 cm Material: Pânză cu și fără chenare, țesută în două ițe, croită, încheiată cu acul, tivit cu găurele, croșetat colțișori, brodat cu punctul în cruce (”în muscă”).                                                                        | Pantaloni croiți din patru foi de pânză, cu un tur rombic între ele care se prelungește până la gleznă, tivite la partea superioară pentru introducerea brăcinarului. În față pentru porțiunea ce se vedea de sub cămașă, pânza simplă a fost înlocuită cu pânză cu chenare precum cămașa cu care formează costumul. Decorul este amplasat la marginea inferioară și constă dintr-un registru de motive florale (geometric stilizate), boboc de floare, identic cu cel prezent pe poalele cămășii. La poale pantalonul are o bordură lată de „bagatele” (colțișori), realizate cu croșeta, din ață albă. Cromatica: fond alb, decor cu negru. Face parte din costumul popular de sărbătoare din zona Muntenia, Teleorman. | Muzeul Județean Teleorman, Alexandria | Cimec    |
|      | Peșteman                             | Datare: 1/4 sec. XX Descoperit: jud. TELEORMAN Material: Lână țesută în două ițe, ales în război, croit, încheiat manual cu cheiță împletită, brodat cu punct contur, festonat, tivit, plisat, încrețit. | Piesă de formă dreptunghiulară, de culoare neagră, cu chenar de culoare roșie, compusă din două foi cusute transversal și plisată foarte mărunt cu excepția chenarului de pe laturile înguste, încrețită în talie, la partea superioară prezintă câte două șireturi de pânză neagră. Decorul este amplasat pe chenarul care marginește piesa și constă pe laturile lungi ale țesăturii din dungi înguste cu galben și negru și alesături de motive geometrice de culoare roșie, albă, verde măsliniu, în alternanță. Pe poale prezintă și motive geometrice, linii întrerupte, V-uri, brodate cu punct contur cu aceleași culori. Pe laturile înguste ale peștemanului, chenarul prezintă alesături cu motive geometrice din lână de culoare roșie, albă, verde măsliniu. Face parte din costumul popular de sărbătoare din zona Muntenia, Vlașca. | Muzeul Județean Teleorman, Alexandria | Cimec    |

## Fond
| Foto | Informații generale                       | Detalii tehnice | Descriere | Deținător                             | Legături |
| ---- | ----------------------------------------- | --- | --- | ------------------------------------- | -------- |
|      | Maramă Autor: neidentificat               | Datare: 1/4 sec. XX Descoperit: jud. TELEORMAN, TURNU MĂGURELE Material: Borangic, bumbac, țesut în două ițe, în tehnica șabacului, urzeala din borangic, băteala din borangic și bumbac, alesături cu speteaza. | Piesă dreptunghiulară cu decor amplasat la capete în două registre de alesături cu motive florale geometric stilizate, trandafiri. Pe restul câmpului sunt prezente motive florale stilizate, frunze. La capete marama prezintă franjuri din urzeală. Cromatica: fond gălbui, decor cu alb. | Muzeul Județean Teleorman, Alexandria | Cimec    |
|      | Boscea Autor: Ionescu Stan Floarea        | Datare: 1/4 sec. XX Descoperit: jud. TELEORMAN, com. Lița Material: Bumbac, lână, lânică, țesut în două ițe, alesături în tehnica chilimului, croită, festonată pe margini. | Piesă de formă dreptunghiulară croită dintr-o singură foaie, cu decorul dispus la capătul superior într-un registru îngust format din vărgi policrome iar la poale prezintă pragul format din trei registre transversale despărțite de vărgi policrome. Motivele decorative sunt geometrice: linie, val și fitomorfe, vrejul de floare. Piesa este festonată pe margini cu lână bleumarin și roșie. Cromatica: fond negru; decor cu alb, roșu, portocaliu, albastru, verde, brun. | Muzeul Județean Teleorman, Alexandria | Cimec    |
|      | Maramă Autor: neidentificat               | Datare: 1/4 sec. XX Descoperit: jud. TELEORMAN, com. Vârtoapele de Sus Material: Borangic, bumbac, mătase, țesut în două ițe, urzeala de bumbac, băteala de borangic și mătase, alesături cu speteaza. | Piesă de formă dreptunghiulară ce prezintă decor constituit din alesături pe întreaga suprafață cu motive geometrice, pătrate. La capete sunt realizate trei registre de alesături, cel din mijloc fiind mai lat, cu motive florale stilizate, frunze și floare cu frunze. Cromatica: fond alb, decor cu alb. | Muzeul Județean Teleorman, Alexandria | Cimec    |
|      | Maramă Autor: neidentificat               | Datare: 2/4 sec. XX Descoperit: jud. TELEORMAN, com. CIOLĂNEȘTI Material: Borangic țesut în două ițe, bumbac, urzeala din borangic, băteala din borangic și bumbac, alesături cu speteaza. | Piesă dreptunghiulară cu decor amplasat la capete în trei registre de alesături cu motive geometrice: linie, romb, dreptunghi și motive scheomorfe: zăluța. Piesa prezintă la capete franjuri din urzeală. Cromatica: fond gălbui, decor cu alb. | Muzeul Județean Teleorman, Alexandria | Cimec    |
|      | Maramă Autor: neidentificat               | Datare: 1/4 sec. XX Descoperit: jud. TELEORMAN, com. SCRIOAȘTEA Material: Borangic, bumbac mercerizat, mătase, țesut în două ițe, alesături cu speteaza. | Piesă dreptunghiulară cu decor amplasat la capete în trei registre de alesături, cel din mijloc fiind mai lat. Motivele decorative sunt geometrice, linie, cerc, cruce, precum și florale, trandafir, fiind executate din mătase albă. La capete piesa prezintă franjuri din urzeală. Cromatica: fond galben, decor cu alb. | Muzeul Județean Teleorman, Alexandria | Cimec    |
|      | Maramă Autor: neidentificat               | Datare: 1/4 sec. XX Descoperit: jud. TELEORMAN, com. SCRIOAȘTEA Material: Borangic, bumbac mercerizat, țesut în două ițe, alesături cu speteaza. | Piesă dreptunghiulaă cu decor amplasat la capete în două registre transversale. Motivele decorative sunt geometrice, linie, val, cerc, precum și fitomorfe, vrej de floare, trifoi, fiind executate din bumbac alb. Cromatica: fond gălbui, decor cu alb. | Muzeul Județean Teleorman, Alexandria | Cimec    |
|      | Zuvelcă/Zăvelcă Autor: Barbu A. Maria     | Datare: 2/4 sec. XX Descoperit: jud. TELEORMAN, com. FÂNTÂNELE Material: Bumbac, lână, țesut în două ițe, alesături în tehnica chilimului, croită, cusută pe mijloc, împletit șnururi. | Piesă de formă dreptunghiulară croită din două foi îmbinate pe mijloc (cusute pe muchie), cu decorul dispus pe întreaga suprafață în câmp sub forma unor registre înguste iar la poale pragul este format dintr-un singur registru. Motivele decorative sunt geometrice romb, linie, val, coarnele bercului. Piesa prezintă șnururi împletite din lână roșie și verde. Cromatica: fond roșu; decor cu alb, portocaliu, verde, gri. | Muzeul Județean Teleorman, Alexandria | Cimec    |
|      | Cămeșoi Autor: Ivan Veta                  | Datare: 2/4 sec. XX Descoperit: jud. TELEORMAN, com. CRÂNGU, Dracea Dimensiuni: La umeri: 42 cm; La poale: 104 cm Material: Pânză țesută în două ițe, bumbac mercerizat, croită, încheiată cu acul, tivit cu găurele, brodat în șabac, cusut patru capse, executat șnur cu ciucuraș, croșetat colțișori.                                                         | Cămașă bărbătească dreaptă, cu guler drept și mâneca largă, croită dintr-o foaie, cu doi clini trapezoidali și patru clinișori triunghiulari. Mâneca este croită dintr-o foaie și un clin dreptunghiular, la subraț cămașa prezintă o pavă pătrată. Părțile componente ale cămășii sunt îmbinate cu o cheiță din ață albă executată cu croșeta. Decorul este plasat la gura cămășii, pe guler, la umăr, pe mânecă, pe poale și constă dintr-un registru de motive florale și geometrice mai lat la guler și gura cămășii. Gulerul și gura prezintă colțișori croșetați (mufturi) iar manșetele și poalele au o bordură lată de colțișori (bagatele), realizate tot cu croșeta. La gura cămășii și guler sunt cusute patru capse, iar la gât sunt realizate șnururi cu ciucuri. Cromatica: fond alb, decor cu alb. | Muzeul Județean Teleorman, Alexandria | Cimec    |
|      | Izmene Autor: Ivan Veta                   | Datare: 2/4 sec. XX Descoperit: jud. TELEORMAN, com. CRÂNGU, Dracea Dimensiuni: La picior: 24 cm; La talie: 74 cm. Material: Pânză de casă, țesută în două ițe, bumbac mercerizat, croită, încheiată cu acul, tivit cu găurele, brodat cu punctul șabac, croșetat colțișori.                                                                                     | Pantaloni croiți din patru foi de pânză, cu un tur rombic între ele care se prelungește până la gleznă, tivite la partea superioară pentru introducerea brăcinarului. Decorul este amplasat la marginea inferioară și constă dintr-un registru de motive geometrice, linie în zig-zag. La poale pantalonul are o bordură lată de bagatele (colțișori), realizate cu croșeta, din ață albă. Cromatica: fond alb, decor cu alb. | Muzeul Județean Teleorman, Alexandria | Cimec    |
|      | Boscea                                    | Datare: 1/4 sec. XX Descoperit: jud. TELEORMAN, com. SALCIA Material: Bumbac, lână, țesut în două ițe, alesături în tehnica chilimului, croită, mărginită cu pânză pe trei laturi, aplicat paiete prinse cu mărgele. | Piesă de formă dreptunghiulară cu decorul dispus pe întreaga suprafață în registre orizontale în câmp și trei registre mai late la poale, formând pragul. Motivele decorative sunt geometrice în câmpul piesei, vărgi, vărguțe iar registrele de alesături conțin motivul ”crucea”, în timp ce registrele de la prag conțin motive florale, trandafirul cu frunză și motive zoomorfe, melcul. Piesa este mărginită pe trei laturi de pânză albastră, laturi pe care este cusut un motiv cu punctul zig-zag cu bumbac alb, precum și paiete prinse cu mărgele, care sunt cusute atât între registrele pragului cât și deasupra acestuia. Cromatica: fond roșu, decor cu alb, portocaliu, verde, maron, albastru, galben, vișiniu, paiete aurii, mărgele albe. | Muzeul Județean Teleorman, Alexandria | Cimec    |
|      | Ștergar de interior                       | Datare: 2/4 sec. XX Descoperit: jud. TELEORMAN, com. SEACA, NĂVODARI Material: Borangic țesut în două ițe, urzeala din borangic, bătaia din borangic și bumbac, ales cu speteaza, croșetat piciorușe și executat ciucuri pe margini. | Piesă dreptunghiulară cu decor amplasat la capete sub forma a trei registre de alesături. Motivele decorative sunt geometrice sub formă de linii, romburi, triunghiuri. La capete are croșetate piciorușe cu iglița de care sunt prinși ciucuri roșii, albi, albaștri. Cromatica: fond gălbui, decor cu alb, roșu, albastru. | Muzeul Județean Teleorman, Alexandria | Cimec    |
|      | Cămașă bărbătească                        | Datare: 1/4 sec. XX Descoperit: jud. Teleorman, com. FRUMOASA Dimensiuni: La umeri: 42 cm; La poale: 105 cm; LM: 62 cm; LAM: 32 cm Material: Pânză cu chenare, țesută în două ițe, croită, încheiată cu mașina, tivit cu acul, croșetat colțișori, brodat în șabac și peste fire, cusut doi nasturi la gura cămășii și câte unul la manșete, executat butoniere. | Cămașă bărbătească cu platcă, croită din două foi, doi clini trapezoidali și patru clinișori triunghiulari. Mâneca este croită dintr-o foaie și un clin dreptunghiular strânsă în manșetă, la subraț cămașa prezintă o pavă pătrată. Gulerul este întors. Părțile componente ale cămășii sunt îmbinate cu o cusătură executată la mașină din ață albă. Decorul este plasat pe guler, la gura cămășii, la umăr și constă dintr-un registru de motive florale realizat în tehnica șabacului formând un registru îngust ce flanchează gura cămășii. Gulerul prezintă un mic registru de cusătură în șabac iar la umăr sunt realizate ”ciocănele” din bumbac alb și negru. Gura cămășii ca și părțile laterale ale registrului decorativ de pe piept, gulerul și manșetele cămășii sunt mărginite de colțișori croșetați din ață albă. Cromatica: fond alb, decor cu alb, negru. | Muzeul Județean Teleorman, Alexandria | Cimec    |
|      | Maramă                                    | Datare: 2/4 sec. XX Descoperit: jud. TELEORMAN, com. PERETU Material: Borangic țesut în două ițe, mătase, urzeala din borangic, bătaia din borangic și mătase, ales cu speteaza în tehnica șabacului. | Piesă dreptunghiulară cu decor amplasat la capetele piesei în trei registre inegale ca lățime. Motivele decorative sunt florale stilizate, crinul cu frunze și floare cu frunze precum și geometrice, mici romburi, fiind executate din mătase albă. La cele două capete prezintă franjuri din urzeală. Cromatica: fond gălbui, decor cu alb. | Muzeul Județean Teleorman, Alexandria | Cimec    |
|      | Maramă                                    | Datare: 2/4 sec. XX Descoperit: jud. TELEORMAN, com. Turnu Măgurele Material: Borangic, bumbac țesut în două ițe, urzeala din borangic, bătaia din bumbac, ales cu speteaza în tehnica șabacului. | Piesă dreptunghiulară cu decor amplasat pe toată suprafața sub forma unor vărgi înguste iar la capete decorul este realizat sub forma a trei registre, cel din mijloc fiind mai lat. Motivele decorative sunt vegetal-florale stilizate, lalea cu frunze și geometrice, linii, cercuri, linii oblice, fiind executate din bumbac alb. Cromatica: fond alb, decor cu alb. | Muzeul Județean Teleorman, Alexandria | Cimec    |
|      | Maramă                                    | Datare: 1/4 sec. XX Descoperit: jud. TELEORMAN Material: Borangic țesut în două ițe, bumbac, urzeala din borangic, bătaia din borangic și bumbac. | Piesă dreptunghiulară cu decor amplasat pe toată suprafața, vărgi longitudinale din bumbac alb la marginile piesei. La capete se află câte un registru îngust de vărgi din bumbac roșu apoi, câte trei registre egale ca lățime formate din vărgi albe și albastre executate din bumbac. Motivele decorative sunt geometrice. La capete prezintă un mic tiv cusut cu acul. Cromatica: fond gălbui, decor cu alb, roșu, albastru. | Muzeul Județean Teleorman, Alexandria | Cimec    |
|      | Maramă                                    | Datare: 1/4 sec. XX Descoperit: jud. TELEORMAN Material: Borangic țesut în două ițe, bumbac, urzeala din borangic, bătaia din borangic și bumbac, ales cu speteaza și în tehnica șabacului. | Piesă dreptunghiulară cu decor amplasat pe toată suprafața, vărgi longitudinale din bumbac alb la marginile piesei. La capete prezintă câte trei registre de motive geometrice și florale stilizate și constau în vărguțe orizontale, ”valul” (zig-zag), vrejul cu floare. Cele două capete au un mic tiv cusut la mașină. Cromatica: fond gălbui, decor cu alb, bej, roz, albastru. | Muzeul Județean Teleorman, Alexandria | Cimec    |
|      | Cămașă bărbătească                        | Datare: 1/4 sec. XX Descoperit: jud. Teleorman, com. ISLAZ, ISLAZ Material: bumbac; țesut în 2 ițe; croit; încheiat cu acul; croșetat; tivit | Cămașă dreaptă bătrânească croită dintr-o singură foaie, în părți are introdus câte un clin, mâneca este croită dintr-o foaie și un clin dreptunghiular, este largă la extremitatea inferioară, la subraț cămașa prezintă o pavă pătrată. Părțile componente ale cămășii sunt îmbinate cu o cheiță decorativă din ață albă executată cu croșeta. Gulerul este tip bentiță. La poale, la guler și gură, la extremitatea inferioară a mânecilor cămașa are mici colțișori („mufturi”), realizați cu croșeta, din ață albă. Cromatica: fond alb, decor cu alb. | Muzeul Județean Teleorman, Alexandria | Cimec    |
|      | Cămașă bărbătească                        | Datare: 1/4 sec. XX Descoperit: jud. Teleorman, com. TRAIAN Material: bumbac; mătase; nasturi; țesut în 2 ițe; croit; încheiat manual; croșetat; brodat; tivit | Cămașă bătrânească (dreaptă) croită dintr-o singură foaie, în părți are intodus câte un clin, mâneca este croită dintr-o foaie și un clin dreptunghiular, este largă la extremitatea inferioară, la subraț cămașa prezintă o pavă pătrată. Gulerul este realizat dintr-o bentiță dublă de pânză aplicată. Părțile componente ale cămășii sunt îmbinate cu o cheiță decorativă din ață și mătase bej executată cu croșeta. Decorul este plasat pe piept, pe mâneci, la umăr, pe guler, pe poale. La gura cămășii, marginea mănecii, umăr și poale decorul constă dintr-un registru îngust de cusături cu șabac. Pe guler decorul constă din trei registre de cusături, cel din mijloc fiind cu șabac, celelalte două registre având cusături peste fire din mătase. La poale, la extremitatea inferioară a mânecilor, la gură și guler cămașa are „bagatele”, realizate cu croșeta, din ață albă. La guler are cusuți doi nasturi și sunt realizate cu acul două găicuțe. Cromatica: fond alb, decor cu alb și bej. | Muzeul Județean Teleorman, Alexandria | Cimec    |
|      | Izmene                                    | Datare: 1/4 sec. XX Descoperit: jud. Teleorman, com. TRAIAN Material: bumbac; mătase; țesut în 2 ițe; croit; încheiat manual; festonat; croșetat; brodat; tivit | Pantaloni croiți din trei foi de pânză, cu un tur rombic între ele, tivite la partea superioară pentru introducerea brăcinarului. Decorul este amplasat la marginea inferioară și constă dintr-un registru îngust de broderie cusută cu mătase în șabac. La poale are „bagatele”, realizate cu croșeta, din ață albă. Cromatica: fond alb, decor cu alb, bej. | Muzeul Județean Teleorman, Alexandria | Cimec    |
|      | Cămașă bărbătească                        | Datare: 1/4 sec. XX Descoperit: jud. Teleorman, com. TRAIAN Material: bumbac; borangic; nasturi; țesut în 2 ițe; croit; încheiat manual; croșetat; festonat; brodat; tivit | Cămașă dreaptă bătrânească croită dintr-o singură foaie, în părți are intodus câte un clin, mâneca este croită dintr-o foaie și un clin dreptunghiular, este largă la extremitatea inferioară, la subraț cămașa prezintă o pavă pătrată. Părțile componente ale cămășii sunt îmbinate cu o cheiță decorativă din ață albă executată cu croșeta. Decorul este plasat pe piept, pe mâneci, la umăr, pe guler, pe poale și constă dintr-un registru de motive fitomorfe, „viță cu cârcei” și un registru de motive avimorfe, „puișori în zbor”. Prezintă guler întors pe care este cusut registrul decorativ cu motive fitomorfe „viță cu cârcei”. La extremitatea inferioară a mânecilor și pe poale prezintă și un registru îngust de motive avimorfe, „puișori în zbor”. La guler și gura cămășii are colțișori realizați din ață albă, la poale și la extremitatea inferioară a mânecilor cămașa are „bagatele”, realizate cu croșeta, din ață albă și neagră pe margine. La guler are cusuți doi nasturi și are realizate două găici. Cromatica: fond alb, decor cu alb, albastru ultramarin, negru. | Muzeul Județean Teleorman, Alexandria | Cimec    |
|      | Cămașă bărbătească                        | Datare: 1/4 sec. XX Descoperit: jud. Teleorman, com. DRACEA Dimensiuni: La umeri: 42 cm Material: bumbac; borangic; nasturi; țesut în 2 ițe; croit; încheiat manual; croșetat; festonat; brodat; tivit | Cămașă cu platcă dreaptă croită dintr-o singură foaie cu platca pe deasupra, cu doi clini trapezoidali și patru clinișori triunghiulari, mâneca este croită dintr-o foaie și un clin dreptunghiular strânsă în manșetă, la subraț cămașa prezintă o pavă pătrată. Gulerul este tip bentiță. Părțile componente ale cămășii sunt îmbinate cu o cheiță din ață albă executată cu croșeta. Decorul este plasat pe piept, pe platcă, la umăr, pe guler, pe manșete, pe poale și constă dintr-un registru lat de motive geometrice formate din romburi cu cruci, separate de „coarnele berbecului”, registru flancat de linie zig-zag și motive florale geometric stilizate, boboc de floare. Gura cămășii ca și părțile laterale ale registrului decorativ de pe piept, gulerul, platca și umerii cămășii prezintă colțișori croșetați care au introduse pe margini grupuri de mărgele colorate, verzi și roșii în alternanță. La poale cămașa are o bordură lată de „bagatele”, realizate cu croșeta, din ață albă, care au introduse pe margini grupuri de mărgele colorate, roșii și verzi în alternanță. Cromatica: fond alb, decor cu negru, roșu, portocaliu, albastru, alb, mărgele roșii și verzi. | Muzeul Județean Teleorman, Alexandria | Cimec    |
|      | Izmene                                    | Datare: 1/4 sec. XX Descoperit: jud. Teleorman, com. DRACEA Dimensiuni: La picior: 22 cm Material: bumbac; borangic; țesut în 2 ițe; croit; încheiat manual; croșetat; festonat; brodat; tivit | Pantaloni croiți din trei foi de pânză, cu un tur rombic între ele, tivite la partea superioară pentru introducerea brăcinarului. Decorul este amplasat la marginea inferioară și constă dintr-un registru lat de motive geometrice formate din romburi cu cruci, separate de „coarnele berbecului”, registru flancat de zig-zag și motive florale geometric stilizate, boboc de floare. La poale are o bordură lată de „bagatele”, realizate cu croșeta, din ață albă, care au introduse pe margini grupuri de mărgele colorate, roșii și verzi în alternanță. Cromatica: fond alb, decor cu negru, roșu, portocaliu, albastru, alb, mărgele roșii și verzi. | Muzeul Județean Teleorman, Alexandria | Cimec    |
|      | Maramă                                    | Datare: 2/4 sec. XX Descoperit: jud. Teleorman, com. DOBROTEȘTI Material: borangic; mătase; țesut în 2 ițe | Formă dreptunghiulară. Decor amplasat pe capete (câte trei registre diferențiate ca dimensiuni) și pe câmpul central (vergi). Motivele decorative: geometrice (vergi, zigzag, valul), fitomorfe (ramură) și avimorfe (porumbel). Cromatica: fond gălbui, decor cu alb. Face parte din costumul tradițional de sărbătoare din zona Teleorman, Muntenia. | Muzeul Județean Teleorman, Alexandria | Cimec    |
|      | Maramă                                    | Datare: 2/4 sec. XX Descoperit: jud. Teleorman, com. FÂNTÂNELE Material: borangic; bumbac mercerizat; țesut în 2 ițe; ales cu speteaza; tivit cu găurele | Formă dreptunghiulară. Decor amplasat pe capete. Motivele decorative: geometrice (trei grupaje de vărgi dispuse longitudinal) și vegetale (“pomul vieții” - unul central flancat de doi mai mici). Cromatica: fond gălbui, decor cu alb. Face parte din costumul tradițional de sărbătoare din zona Teleorman, Muntenia. | Muzeul Județean Teleorman, Alexandria | Cimec    |
|      | Maramă                                    | Datare: 1/4 sec. XX Descoperit: jud. Teleorman, com. ALEXANDRIA Material: borangic; mătase; țesut în 2 ițe; ales cu speteaza | Formă dreptunghiulară. Decor amplasat la capete în câte trei registre. Motivele decorative: geometrice (zigzag, ”val” cu “S”-uri) și avimorfe (“puișori”). Cromatica: fond gălbui, decor cu alb. Face parte din costumul tradițional de sărbătoare din zona Teleorman, Muntenia. | Muzeul Județean Teleorman, Alexandria | Cimec    |
|      | Maramă                                    | Datare: 2/4 sec. XX Descoperit: jud. Teleorman, com. ISLAZ, MOLDOVENI Material: borangic; mătase; țesut în 2 ițe; ales cu speteaza | Formă dreptunghiulară. Decor amplasat la capete, câte trei registre despărțite de vergi. Motivele decorative: geometrice (grupaje de vergi) și vegetale (vrejul “viței-de-vie cu strugure”). Cromatica: fond gălbui, decor cu alb. Face parte din costumul tradițional de sărbătoare din zona Romanați, Olt, purtat în comuna Islaz, Teleorman. | Muzeul Județean Teleorman, Alexandria | Cimec    |
|      | Ștergar de interior                       | Datare: 4/4 sec. XIX Descoperit: jud. Teleorman, com. LIȚA, LIȚA Material: borangic; arnici; bumbac; țesut în 2 ițe; ales cu speteaza; dantelă | Formă dreptunghiulară. Decor: grupaje de vergi transversale amplasate pe toată suprafața și două grupaje pe margini; câte trei registre de motive, la capete. Motivele decorative: geometrice (grupaje de vergi transversale și longitudinale), vegetale (vergi cu frunze) și antropomorfe („hora” – siluete diferențiate cromatic). Cromatica: fond gălbui, decor cu alb, roșu, negru. Ștergar folosit în “casa curată” pentru împodobit icoana. | Muzeul Județean Teleorman, Alexandria | Cimec    |
|      | Cămașă femeiască Autor: Șerbănescu, Maria | Datare: 2/4 sec. XX Descoperit: jud. Teleorman, com. SEACA, NĂVODARI Material: borangic; mătase; țesut în 2 ițe; croit; încheiat manual; festonat; tivit; brodat; aplicat paiete | Camașă lungă, de tip carpatic confecționată din șase foi de pânză (două pe piept, două pe spate, câte una la mâneci), cu pavă la subraț și câte un clin pe față și spate, încrețite la gât, mâneca este largă. Decorul: plasat pe mâneci, piept și spate, iar de-a lungul cusăturii de îmbinare a foilor de pânză sunt realizate cheițe decorative; se închide la gât cu șnur prevăzut cu ciucuri, iar pe poale este tivită cu drug. Motivele decorative: geometrice (pătrate și dreptunghiuri mărginite de “dinți de fierăstrău”, rozete). Mâneca: altița cu un registru de motive geometrice și 3 râuri de motive geometrice, pe marginea mânecii un rând de “dinți de fierăstrău”. Pe piept, sunt trei râuri cu motive geometrice, identice cu cele de pe mânecă și două șiruri de rozete. Pe spate sunt brodate trei șiruri de rozete. Motivele sunt evidențiate prin aplicare de paiete. Cromatica: fond alb, decor cu negru, galben, albastru, paiete aurii. Face parte din costumul tradițional de sărbătoare din zona Romanați. | Muzeul Județean Teleorman, Alexandria | Cimec    |
|      | Cămașă femeiască Autor: Șerbănescu, Maria | Datare: 2/4 sec. XX Descoperit: jud. Teleorman, com. NECȘEȘTI, GÂRDEȘTI Material: borangic; mătase; țesut în 2 ițe; croit; încheiat manual; festonat; tivit; croșetat; brodat; aplicat paiete | Camașă lungă, de tip carpatic confecționată din opt foi de pânză (trei pe piept, trei pe spate, câte una la mâneci), prinse pe o bentiță în jurul gâtului, cu pavă la subraț, mâneca este strânsă în volan. Decorul: plasat pe mâneci, piept, spate și poale; de-a lungul cusăturii de îmbinare a foilor de pânză sunt realizate mici elemente decorative. Motivele decorative: geometrice (romburi înscrise în casete pătrate). Mâneca: altița realizată din două registre de casete cu romburi înscrise, încrețul este realizat din broderie cu șabac, râurile sunt realizate din trei registre de casete cu romburi; râurile sunt flancate cu rânduri de șabace. Mâneca se termină cu volan mărginit de un registru de “șabace” și colțișori (“mufturi”) lucrați cu croșeta. Pe piept două registre de casete cu romburi despărțite de un registru cu “șabace”; pe spate alte două registre identice. Pe poale este brodat un registru de motive geometrice, un rând de șabac și colțișori (“mufturi”) lucrați cu croșeta. Motivele sunt evidențiate cu paiete aplicate. Cromatica: fond alb, motive cu roșu, albastru, verde, negru, galben, potocaliu, paiete aurii. Face parte din costumul tradițional de sărbătoare din Muntenia, zona Vlașca-Teleorman. | Muzeul Județean Teleorman, Alexandria | Cimec    |
|      | Cămașă femeiască                          | Datare: 2/4 sec. XX Descoperit: jud. Teleorman, com. ISLAZ Material: Pânză de casă țesută în două ițe; croită, încheiată cu acul, festonat, tivit, brodat cu mătase în punctul peste fire, cusut paiete. | Camașă lungă, de tip carpatic confecționată din 8 foi de pânză (3 pe piept, 3 pe spate, câte 1 la mâneci), încrețite în jurul gâtului pe o bentiță, cu pavă la subraț, mâneca este largă. Decorul este plasat pe mâneci și piept iar de-a lungul cusăturii de îmbinare a foilor de pânză sunt realizate elemente decorative cu croșeta; tivul cămășii este decorativ. Motivele decorative sunt geometrice: romb, “dinți de fierăstrău”, cruce. Mâneca: altița este realizată dintr-un registru de motive geometrice, romburi, cruce, dinți de fierăstrău, mărginite de paiete iar râurile sunt realizate din 3 registre cu aceleași motive geometrice. Mâneca se termină cu “bagadele” realizate cu croșeta. Pe piept este brodat un registru orizontal de motive geometrice mărginite de paiete iar râurile sunt realizate din 3 registre de motive decorative geometrice identice cu cele de pe mâneci. La poale sunt croșetate “bagadele”. Cromatica: fond alb, decor cu alb, paiete argintii. | Muzeul Județean Teleorman, Alexandria | Cimec    |
|      | Ie Autor: Floarea, Călina                 | Datare: 2/4 sec. XX Descoperit: jud. Teleorman, com. DRACEA Material: Pânză de casă țesută în două ițe; croită, încheiată cu cheiță lucrată cu acul, tivit, brodat cu mătase și bumbac în punctul peste fire, în cruce, în șabac, aplicat paiete și cusut mărgele, croșetat dantelă (“bagadele”).                                                                | Camașă lungă, de tip carpatic confecționată din 8 foi de pânză( câte 3 pentru față și spate, câte 1 la mâneci, cu pavă la subbraț), încrețite în jurul gâtului pe o bentiță, mâneca este largă. Decorul este plasat pe mâneci, piept și poale. Motivele decorative sunt geometrice: romburi ce formează motivul “fagurele”, valul, “dinți de fierăstrău”, cruciforme. Mâneca: altița este realizată dintr-un registru compact de romburi (“fagurele”) în interiorul căruia sunt aplicate paiete, încrețul este brodat cu motive geometrice (“dinți de fierăstrău”), iar râurile de pe mâneci și piept sunt alcătuite din 3 registre flancate fiecare de mici motive cruciforme. Mâneca se termină cu un rând de motive geometrice, valul , un rând de broderie cu șabac și dantelă (“bagadele”) realizată cu croșeta. La poale este realizat motivul geometric valul, un rând de șabac și este croșetată dantelă (“bagadele”). Pe bentița de la gât sunt cusute margele. Cromatica: fond alb, decor cu negru, galben, grena, paiete aurii și mărgele albastre. | Muzeul Județean Teleorman, Alexandria | Cimec    |
|      | Cămașă femeiască Autor: Năstase, Marița   | Datare: 2/4 sec. XX Material: Pânză de casă țesută în două ițe; croită, încheiată cu cheiță lucrată cu acul, festonat, tivit, croșetat dantelă, brodat cu mătase și bumbac în punctul peste fire, în cruce, în șabac, aplicat paiete. | Camașă lungă, de tip carpatic confecționată din 9 foi de pânză (câte 3 pentru față și spate, câte 1,5 la mâneci, cu pavă la subbbraț), încrețită în jurul gâtului pe o bentiță, mâneca se termină cu volan strâns pe “brățară”. Decorul este plasat pe mâneci, piept și poale. Motivele decorative sunt geometrice: hexagon, cruce, zig-zag, motive cruciforme, val. Mâneca: altița este realizată dintr-un registru compact de hexagoane având înscrise motive cruciforme, înconjurate de paiete; încrețul este realizat din motive geometrice romburi cu X-uri, iar râurile sunt realizate din 3 registre de motive geometrice (cruce înconjurată de paiete, înscrisă în hexagon), mărginite de “zig-zag”, între care sunt aplicate rânduri de paiete în zig-zag; mâneca se termină cu volan ce are realizat un rând de motive geometrice (“valul”), un rând de șabac și se termină cu dantelă lată (“bagadele”), croșetată. Pe piept sunt brodate 6 registre identice cu râurile de pe mâneci. La poale cămășa este brodată cu un registru de motive geometrice (“valul”), un rând de șabac și este croșetată dantelă (“bagadele”) cu motive florale. Cromatica: fond alb, decor cu negru și portocaliu, paiete aurii. | Muzeul Județean Teleorman, Alexandria | Cimec    |
|      | Cămașă femeiască Autor: Gruia, Gherghina  | Datare: 2/4 sec. XX Descoperit: jud. Teleorman, com. Isalz Material: Pânză de casă țesută în două ițe; croită, încheiată cu acul, festonat, tivit, brodat cu mătase în punctul peste fire, șabac, croșetat dantelă. | Camașă lungă, de tip carpatic confecționată din 8 foi de pânză (câte 3 pentru față și spate, câte 1 la mâneci, cu pavă la subbbraț), încrețite în jurul gâtului pe o bentiță, mâneca se termină cu volan strâns pe brățară. Decorul este plasat pe mâneci, piept, și poale iar de-a lungul cusăturii de îmbinare a foilor de pânză sunt realizate elemente decorative (“cicănele”); tivul cămășii este decorativ. Motivele decorative sunt geometrice, romb, “dinți de fierăstrău”, astrale, florale stilizate. Mâneca: altița este realizată dintr-un registru compact de motive astrale înscrise într-o formă poligonală, încrețul este realizat din broderie în șabac cu motive florale iar cele 3 râuri sunt alcătuite fiecare din câte un rând de romburi flancate de zig-zag (“dinți de fierăstrău”). Volanul mânecii se termină cu un registru de motive florale stilizate și este mărginit de dantelă croșetată (“bagadele”). Pe piept sunt realizate 3 registre de motive decorative identice cu râurile de pe mâneci. La poale este brodat un registru îngust de motive florale stilizate și este croșetată dantelă( “bagadele”). Cromatica: fond alb, decor cu visiniu, alb. | Muzeul Județean Teleorman, Alexandria | Cimec    |
|      | Cămașă femeiască Autor: Mile, Dragna      | Datare: 4/4 sec. XIX Descoperit: jud. Teleorman, com. FÂNTÂNELE, FÂNTÂNELE Material: Pânză de casă țesută în două ițe; croită, încheiată cu acul, festonat, tivit, brodat cu mătase în punctul peste fire, în cruce, lănțișor cu fir metalic, aplicat paiete. | Camașă lungă, de tip carpatic confecționată din 9 foi de pânză( câte 3 pentru față și spate, câte 1,5 la mâneci, cu pavă la subbraț), încrețite în jurul gâtului pentru a forma un guler îngust, mâneca se termină cu volan strâns “cu brățară” (creț susținut prin cusătură decorativă). Decorul este plasat pe mâneci și piept, iar de-a lungul cusăturii de îmbinare a foilor de pânză sunt realizate mici elemente decorative (“ciocănele”); tivul cămășii este decorativ realizat prin festonare cu bumbac colorat. Motivele decorative sunt geometrice, amplasate în casete dreptunghiulare și pătrate. Mâneca: altița cu 3 registre de motive înscrise în dreptunghiuri delimitate cu paiete, în centrul acestora sunt "S"-uri din fir metalic ("zăluța"), încrețul este decorat cu motivul "coarnele berbecului", urmează grupaje de câte 3 râuri oblice cu motive geometrice (cruce în x). Pe piept, de o parte și de alta a gurii cămășii sunt cusute câte 2 registre de motive geometrice în pătrate delimitate cu paiete, cu "S"-uri din fir metalic ("zăluța"). Cromatica: fond alb, decor cu vișiniu, oliv, galben, paiete aurii. | Muzeul Județean Teleorman, Alexandria | Cimec    |
|      | Cămașă                                    | Datare: 1/4 sec. XX Descoperit: jud. Teleorman, com. Salcia Material: Pânză de casă țesută în două ițe, croită, încheiată cu acul, festonat, tivit, brodat cu mătase în punctul peste fire, în cruce, la fir, cusut paiete | Cămașă lungă de tip carpatic confecționată din 9 foi de pânză (3 pe piept, 3 pe spate, câte 1,5 la mâneci), încrețită în jurul gâtului, pentru a forma un guler nu prea înalt. Mâneca se termină cu volan. Decorul este plasat pe mâneci, piept, poale iar de-a lungul cusăturii de îmbinare a foilor de pânză sunt realizate mici elemente decorative,”ciocănele”. Motivele decorative sunt geometrice ordonate în registre. Mâneca: 3 registre de motive decorative geometrice formate din romburi, separate de câte o linie; în interiorul romburilor sunt cusute pătrate, care în zona umărului sunt înconjurate de paiete; în restul decorului între romburi sunt aplicații de paiete. Pe piept, de o parte și de alta a gurii cămășii câte un registru de romburi iar de o parte și de alta a registrelor este cusut câte un registru îngust de motive geometrice, formate din pătrate. În interiorul romburilor este cusut câte un pătrat care este înconjurat de paiete aurii. Între romburi și pătratele din registrul îngust sunt aplicații de paiete. La poale un registru îngust de motive antropomorfe – hora. | Muzeul Județean Teleorman, Alexandria | Cimec    |
|      | Cămașa bărbătească                        | Datare: 1/4 sec. XX Descoperit: jud. Teleorman, com. Lița Material: Pânză de borangic cu chenare, bumbac, lână, țesut în două ițe, alesături cu spetează, croită, încheiată cu acul, tivit cu croșeta, mărgele prinse în „bagatele“ și „mufturi“, cusut un nasture.                                                                                              | Cămașă bătrânească croită dintr-o singură foaie, în părți are intodus câte un clin, mâneca este croită dintr-o foaie și un clin dreptunghiular strânse în manșetă, la subraț cămașa prezintă o pavă pătrată. Părțile componente ale cămășii sunt îmbinate cu o cheiță din ață albă executată cu croșeta. Decorul este plasat pe piept de o parte și de alta a gurii cămășii, pe mâneci, pe guler, pe poale. Motivele decorative: pe piept decorul este realizat din broderie cu șabac. Pe mâneci decorul constă din alesături din bumbac și lână cu motive florale stilizate; manșeta prezintă 3 rânduri de „mufturi” cu mărgele blemarin. Gulerul este realizat dintr-o bentiță de pânză aplicată, pe care sunt croșetate 3 rânduri de „mufturi” cu mărgele bleumarin. La poale cămașa are „bagatele” cu mărgele, realizate cu croșeta. Cromatica: fond alb, decor cu alb, negru, mărgele bleumarin. | Muzeul Județean Teleorman, Alexandria | Cimec    |
|      | Catrință                                  | Datare: 2/4 sec. XX Descoperit: jud. Teleorman, com. Islaz, Islaz Material: Lână, bumbac, țesut în 2 ițe, croit, alesături cu găurele, croit, festonat, tivit. | Piesă de formă dreptunghiulară croită dintr-o singură foaie. Decorul este dispus orizontal pe întrega suprafață a țesăturii și constă din registre înguste iar la poale prezintă pragul format din 3 registre (cel din mijloc mai lat). Motivele decorative sunt geometrice: linie, cruce, cruce în „x”, romb, dinți de fierăstrău, coarnele berbecului, precum și antropomorfe, hora. Are marginile „bătute” cu feston de lână de pe marginile laterale. Cromatica: fond roșu, decor cu verde, alb, portocaliu, oliv, maron, ciclamen, feston cu ciclamen și oliv. | Muzeul Județean Teleorman, Alexandria | Cimec    |
|      | Catrință                                  | Datare: 4/4 sec. XX Descoperit: jud. Teleorman, com. Lița Material: Lână, bumbac, țesut în 2 ițe, croit, alesături în război, croită, festonată, încheiată cu acul | Piesă de formă dreptunghiulară croită din două foi de circa 20 cm lățime, încheiate pe verticală (îmbinate pe muchie). Decorul este dispus orizontal pe întrega suprafață a țesăturii iar la poale prezintă pragul format din 3 registre (cel din mijloc mai lat). Motivele decorative sunt geometrice și constau din vărgi policrome intercalate de două rânduri de „alesăturică pe trup”, cu motive geometrice: linie, val, triunghi, romb. La poale, pragul are motive decorative geometrice, linie, romb, cruce, cruce în „x”, realizate din bumbac alb și lână policromă. Are marginile „bătute” cu feston de lână de jur împrejur. Lipsă șnururi. Cromatica: fond roșu, decor cu albastru, galben, negru, verde, alb, portocaliu, festonul cu albastru. | Muzeul Județean Teleorman, Alexandria | Cimec    |
|      | Catrință                                  | Datare: 4/4 sec. XX Descoperit: jud. Teleorman, com. Lița Material: Lână, bumbac, țesut în 2 ițe, alesături cu spetează, croită, festonată, încheiată cu acul | Catrință de formă dreptunghiulară alcătuită din două foi cusute pe orizontală. La partea superioară are adăugată o porțiune din altă țesătură. Decorul este plasat vertical pe suprafața țesăturii și este compus din vărgi policrome intercalate de registre de „alesăturică pe trup”. Motivele decorative sunt geometrice: linie, val, din bumbac alb și lână policromă. Marginile piesei sunt „bătute” cu feston de lână de jur împrejur. Lipsă șnururi. Cromatica: fond roșu, decor cu verde, albastru, negru, alb, oliv, portocaliu, festonul cu albastru. | Muzeul Județean Teleorman, Alexandria | Cimec    |
|      | Haină bărbătească                         | Datare: 1/4 sec. XX Descoperit: jud. Teleorman, com. Siliștea de Videle Dimensiuni: l umeri: 53 cm, l poale: 114 cm, L glugă: 69 cm, l glugă: 54 cm Material: Lână dată la piuă, găitan, fir metalic, țesut în patru ițe, croit, încheiat cu acul, aplicat găitane și fir metalic.                                                                               | Haină lungă, croită din 5 foi de stofă (2 la față, 1 la spate, 2 lateral); pentru a-i da forma evazată spre poale s-au intodus 3 clinișori laterali, de o parte și de alta. Mâneca este croită dintr-o foaie de stofă și clin un dreptunghiular, cu pavă sub formă de romb la subraț, la margine are cusută o bentiță lată. Gulerul este format dintr-o bentiță de care este prinsă gluga („chepeneag”) croită dintr-o foaie de stofă. Haina este încheiată cu un bumb din găitan. Decorul este dispus pe guler, pe glugă, pe poale, la marginea mânecilor și a deschizăturii din față, lateral sub mânecă. Motivele decorative sunt geometrice și florale realizate din găitane aplicate. Gluga este bogat ormanentată cu aplicații din găitane și fir metalic, cu motive geometrice în spirală și florale; la margine prezintă trei aplicații triunghiulare de lână roșie. Cromatica: fond negru, decor cu albastru, roșu, oliv, fir metalic auriu. | Muzeul Județean Teleorman, Alexandria | Cimec    |
|      | Ploscă                                    | Datare: 2/4 sec. XX Descoperit: jud. Teleorman, com. Izvoarele (Găuriciu) Dimensiuni: H: 24 cm, G: 10 cm, D: 18 cm Material: lemn, lucrat la strung, pictată | Plosca are formă rotundă și aplatizată pe două părți, este legată în chingi de piele, care se termină cu un mâner. Dopul este lucrat la strung și este legat de ploscă cu ajutorul unei curele tot de piele. Decorul este dispus pe întreaga suprafață a piesei. Motivele decorative sunt geometrice și naturaliste. Motivele geometrice se află pe cele două fețe ale piesei și sunt reprezentate de cercuri concentrice grupate în registre de câte trei. Decorul naturalist este pictat cu motive fitomorfe: frunze, fructe (strugure, caisă, prună). Chingile de piele prezintă pe cele două fețe ale piesei câte o floare. Plosca este pictată cu portocaliu, albastru, galben, verde, bleu, inscripțiile sunt cu negru. Dopul este pictat cu portocaliu, galben. | Muzeul Județean Teleorman, Alexandria | Cimec    |
|      | Pristolnic                                | Datare: 1893 Descoperit: jud. Teleorman, com. Mârzănești, Atârnați (Cernetu) Dimensiuni: G: 2 cm Material: lemn de fag, tăiat, cioplit, crestat | Piesa are forma unui „pui de cruce“ (de troiță) pe o față are decor geometric format din linii verticale și în diagonală poziționate pe piciorul (ștampila) piesei. Inscripția „IC“ este înscrisă într-un trapez, „NI KA“ este înscrisă într-un dreptunghi iar „XC“ într-un trapez. Inscripția de pe ștampila pristolnicului este poziționată pe fața interioară a trunchiului de piramidă, iar pe fețele laterale are câteva grupaje liniare. Cromatica: culoarea naturală a lemnului. | Muzeul Județean Teleorman, Alexandria | Cimec    |
|      | Cămașă femeiască                          | Datare: 3/4 sec. XIX Descoperit: jud. București, București Material: pânză de borangic țesută în două ițe; croită, încheiată manual cu cheițe decorative, tivit, festonat, brodat cu lânică și fir metalic în punctul peste fire, în cruce, lănțișor, aplicat paiete prinse cu mărgele                                                                           | Ie încrețită în jurul gâtului, cu deschizătura la gât, cu bentiță și șnur la gât, mâneca lungă și strânsă cu volan. Decorul este amplasat pe piept, la spate, pe mâneci. Motivele sunt geometrice și florale stilizate. Mâneca: altița este constituită din 4 registre cu motive geometrice, primul fiind delimitat de următoarele printr-un rând de paiete. În continuare sunt amplasate 3 râuri cu motive geometrice (romburi dispuse într-un registru) flancate fiecare de 2 șiruri cu motive geometrice (romburi "cu coarne"). Între broderia geometrică propriu-zisă a intervenit ulterior cu aplicare de paiete fixate cu mărgele pe un tronson decorativ de tip vegetal: ramura de brad. Pieptul: de o parte și de alta a gurii cămășii sunt amplasate câte 2 registre de motive geometrice încasetate în pătrate, unul mai mare, urmat de unul de mai mici dimensiuni. Gura cămășii este înconjurată de un registru cu motive geometrice (romburi). În spațiile dintre casete s-a intervenit ulterior cu aplicare de paiete fixate cu mărgele. Spatele prezintă 2 registre de motive florale stilizate (vrejul cu flori), spațiile dintre acestea fiind decorate ulterior cu aplicare de paiete fixate cu mărgele, realizând ca și la mânecă, tronsonul decorativ de tip vegetal, ramura de brad. Cromatica: fond alb, decor cu roșu, negru, vișiniu, fir metalic auriu și argintiu, paiete aurii și argintii. | Muzeul Județean Teleorman, Alexandria | Cimec    |
|      | Poale femeiești                           | Datare: 3/4 sec. XIX Descoperit: jud. București, București Material: pânză țesută în două ițe; croită, încheiată cu acul, tivit, festonat, brodat cu lânică și fir metalic în punctul peste fire, în cruce, lănțișor, aplicat paiete prinse cu mărgele | Piesă de formă dreptungiulară, alcătuită din 4 foi de pânză încheiate cu acul și cu cheiță decorativă, încrețită în talie pe un șnur. Decor plasat pe poale și flancând închieieturile laterale; motive florale stilizate, înconjurate de paiete. Cromatica: fond alb, decor cu roșu, negru, oliv, fir metalic auriu și argintiu, paiete aurii și argintii. | Muzeul Județean Teleorman, Alexandria | Cimec    |
|      | Catrință                                  | Datare: 3/4 sec. XIX Descoperit: jud. București, București Material: pânză țesută în două ițe, lânică, fir metalic; croit, tivit, festonat pe trei laturi, brodat cu punctul peste fire în cruce, lănțișor, aplicat paiete prinse cu mărgele | Piesă dreptunghiulară cu motive geometrice și florale geometric stilizate, dispuse într-un registru lat la poale ("pod") și liber plasate pe restul suprafeței. Pragul lat este decorat cu motive geometrizante, romburi "cu ochișori" înconjurate de paiete fixate cu mărgele. Extremitățile pe 3 laturi sunt festonate. Pragul este dublat pe dos cu pânză de casă. Cromatica: fond negru, decor cu roșu, verde, paiete agintii, mărgeluțe albe. | Muzeul Județean Teleorman, Alexandria | Cimec    |
|      | Fotă încrețită                            | Datare: 3/4 sec. XIX Descoperit: jud. București, București Material: pânză țesută în două ițe, croit, tivit, festonat pe trei laturi, brodat cu lânică și fir metalic, în punctul peste fire, în cruce, lănțișor, aplicat paiete | Piesa dreptunghiulară încrețită pe o bentiță, este alcătuită din 2 foi de pânză, încheiate longitudinal, pe mijlocul piesei. Decorul este dispus în registre late pe trei laturi ("pod") și pe extremitățile laterale, precum și în câmpul central. Motivele sunt geometrice: romburi cu "ochișori" dublu conturate și florale geometrice, înconjurate de paiete. "Podul" și extremitățile laterale sunt dublate pe doc cu pânză de casă. Cromatica: fond negru, decor cu verde, roșu, fir metalic auriu și argintiu, paiete aurii și argintii. | Muzeul Județean Teleorman, Alexandria | Cimec    |
|      | Bete                                      | Datare: 3/4 sec. XIX Descoperit: jud. București, București Material: lânică; țesută în 4 ițe, năvădit, cusută cu paiete prinse cu mărgele | Piesa dreptunghiulară cu decor geometric rezultat din năvădeală (romburi concentrice) dispuse pe întreaga suprafață. Decorul năvădit este subliniat cu ajutorul paietelor prinse cu mărgele. Cromatica: roșu, verde, albastru, galben, alb, paiete aurii. | Muzeul Județean Teleorman, Alexandria | Cimec    |
|      | Maramă                                    | Datare: 1/4 sec. XX Descoperit: jud. TELEORMAN, com. DRACEA, DRACEA Material: Borangic țesut în două ițe, bumbac, urzeala din borangic, bătaia din borangic și bumbac. | Piesă dreptunghiulară cu decor amplasat pe toată suprafața, vărgi longitudinale din bumbac alb. La capete prezintă câte cinci ”noduri”/grupaje de vărgi orizontale formând cu cele longitudinale, pătrate. La cele două capete piesa prezintă franjuri din borangic. Face parte din costumul popular de sărbătoare din zona Muntenia, Teleorman. | Muzeul Județean Teleorman, Alexandria | Cimec    |
|      | Maramă                                    | Datare: 1/4 sec. XX Descoperit: jud. TELEORMAN, com. SALCIA Material: Borangic țesut în două ițe, mătase, urzeala din borangic, bătaia din borangic și mătase, ales cu speteaza în tehnica șabacului. | Piesă dreptunghiulară cu decor amplasat la capetele piesei în trei registre inegale ca lățime. Motivele decorative sunt geometrice și vegetal-florale stilizate și constau în romburi, linii și în motivul ”ghiveciul cu floare”/ ”pomul vieții în glastră” și sunt executate din mătase albă. La capete piesa prezintă franjuri din urzeală. Face parte din costumul popular de sărbătoare din zona Muntenia, Teleorman. | Muzeul Județean Teleorman, Alexandria | Cimec    |